# Aquaman (telessérie)
Aquaman é um piloto para uma série de TV. A série estava sendo desenvolvida pelos mesmos criadores da série Smallville, Alfred Gough e Miles Millar, para o canal The WB, baseado no personagem da DC Comics de mesmo nome. Gough e Miller escreveu o piloto, que foi dirigido por Greg Beeman. Estrelando Justin Hartley como Arthur "A.C." Curry, um jovem que vive em uma comunidade à beira do mar na Flórida, que descobre sobre seus poderes e seu destino, como o príncipe da Atlântida.
O piloto de Aquaman estava previsto para estrear na programação no outono de 2006, mas após a fusão da WB com a outra rede de televisão UPN, formando a The CW, optaram por não comprar a série. Depois de passarem a piloto, que foi disponibilizado online através do iTunes nos Estados Unidos, Aquaman se tornou o número de série de TV mais baixado no canal. O piloto tem recebido avaliações favoráveis e mais tarde foi lançado em outros mercados online, e foi transmitido na YTV televisão canadense.

## Enredo
Arthur Curry e sua mãe, Atlanna, estão voando ao redor do Triângulo das Bermudas. Quando eles chegam próximo do local, o colar de Atlanna começa a brilhar e um feixe de luz surge do oceano e acaba causando um ciclone, que faz com que o avião cai e comece a afundar. Atlanna é sequestrada por uma sereia, mas não antes de dar seu colar a Arthur e chamá-lo de Orin. Dez anos depois, Arthur é preso por libertar golfinhos em um parque aquático. Seu pai (Tom), consegue tirá-lo do problema e dá a ele um sermão sobre responsabilidade. Mais tarde Arthur diz à sua amiga Eva que ele estava sentindo como se os golfinhos estivessem chamando-o. Enquanto estava trabalhando, ele é encontrado por um homem chamado McCaffery. Um guarda costeiro vê um homem desconhecido nadando na área do Triângulo. Rachel Torres vai investigar a área. Arthur está lá e seu colar solta um feixe de luz que causa novamente a criação de ciclones, o que faz com que o jato em que Rachel está afunde. Ela é salva por Arthur e logo depois conhece Brigman, que investigava o desparecimento de pessoas que estava ocorrendo naquela área.
Naquela tarde, Arhtur conhece Nadia e os dois para nadar. Na água, Nadia se revela não só uma sereia, mas também a mesma que matou Atlanna há 10 anos. Ele consegue escapar com a ajuda de McCaffery. McCaffery explica que ele, Arhtur e Atlanna forma exilados de Atlantis e que Arthur é o príncipe de Atlantis. Arthur tenta convencer Eva a deixar Tempest Key por alguns dias, mas é tarde demais quando Nadia fere Eva e sequestra Arthur. Ao acordar, ele descobre que McCaffery também foi sequestrado. A tarefa de Nadia era trazer os dois à Atlantis para serem executados. Usando um pouco de água para ampliar sua força, Arthur se liberta e mata Nadia. Na manhã seguinte, McCaffery explica que outras criaturas virão atrás de Arthur e que ele deveria ter começado seu treino há muito tempo. Arthur concorda e a jornada começa.

## Produção

### Desenvolvimento
O conceito de Aquaman  resultou  após  um episódio da quinta temporada de Smallville, intitulado de "Aqua". O episódio apresenta Arthur Curry (Alan Ritchson) chegando a cidade de Smallville para parar armas submarinas sobre um projeto que estava sendo desenvolvido pela LuthorCorp. "Aqua" se tornou o episódio com maior audiência da 5ª temporada da série, mas ele nunca foi pensado para ser um piloto secreto para uma futura série sobre o Aquaman. No entanto, como os trabalhos progrediram "Aqua", o personagem foi reconhecido como tendo potencial para sua própria série. Miles Millar e Alfred  Gough, criadores de Smallville, também  consideraria uma série com Lois  Lane, mas se sentiram mais forte sobre Aquaman. Millar disse, que "[Aquaman] foi a primeira idéia que eles realmente pensaram que seria uma franquia onde poderiamos ver 100 episódios. "
Alan Ritchson não foi considerado para o papel na nova série, porque Gough e Millar confirmaram que a série não seria um spin-off de Smallville. Gough disse em novembro de 2005, "A série vai ser uma versão diferente da mitologia do 'Aquaman'". Gough fez expressar a ideia de um crossover com Smallville em algum momento. Houve especulação inicial que o título da série não seria Aquaman. Tempest Keys e Mercy Reef foram rumores de ser o título para a série. Enfim, a série foi intitulada como Aquaman, como mais tarde o piloto foi lançado no iTunes com esse título. Greg Beeman, que tem produzido e dirigido episódios de Smallville, foi contratado para dirigir o piloto.

### Escolha do elenco
O elenco foi confirmado em novembro de 2005 para os frequentadores da série, embora na época, Gough e Millar não tinham certeza de que os personagens apareceriam regularmente na série. O papel de Arthur Curry foi originalmente oferecido a Toale, após Gough e Millar ver mais de 400 candidatos a partir da Inglaterra, Austrália, Canadá e Estados Unidos. Antes do início das filmagens, Toale foi substituído por Justin Hartley. A CW disse em um porta-voz: "Nós temos tomado a decisão de ir em uma direção diferente, com o papel de Aquaman e desejamos Toale no papel, boa sorte em todos os seus empreendimentos. " Graham Bentz foi escalado como o jovem Arthur Curry, enquanto Adrianne Palicki foi escalada como a sereia chamada Nadia. Ving Rhames, Amber McDonald, Denise Quiñones, Rick Peters, e Lou Diamond Phillips assinaram o contrato para serem membros do elenco regular da série, junto com Hartley.
Quatro dos membros do elenco convidado também participaram em Smallville antes do piloto do Aquaman. Denise Quiñones interpretou Andrea Rojas no episódio da quinta temporada "Vengeance", enquanto Adrianne Palicki interpretou Lindsey Harrison no ultimo episódio da terceira temporada "Convenant". Rick Peters interpretou Bob Rickman no episódio da primeira temporada "Hug". Kenny Johnson, que aparece brevemente como o xerife nas cenas iniciais do piloto, interpretou Tommy Lee no episódio "Mortal" da quinta temporada.
Quando a série não foi aprovada pela CW, Gough e Millar decidiu lançar Justin Hartley como Oliver Queen, um personagem recorrente da sexta temporada de Smallville, aparecendo em sete episódios. Amber McDonald foi escolhida para interpretar Gloria, um dos fugitivos da Zona Fantasma, no episódio da sexta temporada "Wither". Alan Ritchson reprisou seu papel em "Aqua", como Arthur Curry, para o episódio da mesma temporada "Justice".

## Elenco
| Ator                 | Papel                  |
| -------------------- | ---------------------- |
| Justin Hartley       | Arthur Curry (Aquaman) |
| Lou Diamond Phillips | Tom Curry              |
| Denise Quiñones      | Tenente Rachel Torres  |
| Rick Peters          | Admiral Brigman        |
| Ving Rhames          | McCaffery              |
| Amber McDonald       | Eva                    |
| Adrianne Palicki     | Siren                  |